# Edition oberkassel
edition oberkassel ist ein Verlag mit Sitz in Düsseldorf, der im Jahr 2010 von Detlef Knut gegründet wurde.
Der Verlag ist Mitglied im Börsenverein des Deutschen Buchhandels.

## Geschichte
Nach längerer Tätigkeit in der Autorenszene wollte der Gründer noch unbekannten Autoren eine Chance geben, bei einem Verlag zu veröffentlichen. Die Selfpublisherwelle stand damals kurz bevor. Jedoch scheuten viele Debütautoren diesen Schritt. 2010 wurden dann der Verlag edition oberkassel gegründet. Zunächst mit drei Büchern gestartet, wurden zunächst sechs Novitäten pro Jahr angesteuert. Betriebswirtschaftliche Analysen führten dann zu mittlerweile 15 bis 20 Novitäten im Jahr. Neben deutschen   Autoren wird mit  Übersetzern zusammengearbeitet, um  Klassiker in neuem Glanz erscheinen zu lassen. Dieselben Analysen führten aber auch zur Schärfung des Programmprofils, wobei Krimis und Thriller den Schwerpunkt bilden.

## Verlagsprogramm
Das Verlagsprogramm beinhaltet Unterhaltungsliteratur (Krimi, Thriller, Liebesromane, Historische Romane) und Sachbücher wie Reisebeschreibungen über das In- und Ausland. Jährlich erscheinen 12 bis 20 Bücher im Verlag, die meisten davon neu.

## Akademie
Bereits vor der Verlagsgründung war der Inhaber in Sachen Fortbildung von Autoren für Schriftstellerverbände tätig. Als Konsequenz daraus wurde die edition oberkassel Akademie gegründet, in der Bestsellerautoren, genauso wie Moderatoren und Schauspieler ihr Wissen an angehende und professionelle Autoren weitergeben.

## Verlagsautoren
- Elke Bardenhagen
- Gisela Böhne
- Ute Borngräber
- Klaus Brabänder
- Cord Buch
- Monika Detering
- Andrea Ecker
- Jürgen Ehlers
- Kerstin Fischer
- Tatjana Flade
- Jürgen Flenker
- Franziska Franke
- Georgia Fröhling
- Ralf Gebhardt
- Sabine Giesen
- Stefanie Gregg
- Klaus Heimann
- Heike Hübscher
- Bernd Jaumann
- Marion Johanning
- Alicia Jordan
- Andreas (Kriminalinski) Kaminski
- Claus Karst
- Thomas Kastura
- Wolfgang Kemmer
- Bettina Klusemann
- Annegret Koerdt
- Katrin Lachmann
- Brigitte Lamberts
- Jacqueline Lochmüller
- Carmen Mayer
- Gina Mayer
- Morag McAdams
- Rebecca Michéle
- Sibyl Quinke
- Horst-Dieter Radke
- Micha Rau
- Marion Reichrath
- Annette Reiter
- Chrizz B. Reuer
- Regina Schleheck
- Ursula Schmid
- Jürgen Schmidt
- Jörg Schmitt-Kilian
- Jutta Siorpaes
- Jo Stammer
- Barbara Steuten
- Ingeborg Struckmeyer
- Karl-Heinz Thifessen
- Antje Waldschmidt
- Bruno Woda